# Stoom
Stoom is verhit water in de gasvormige aggregatietoestand. In het dagelijks leven wordt de naam stoom gegeven aan een hete nevel van water: kleine, zichtbare druppeltjes water, boven bijvoorbeeld een fluitketel. Echte stoom is echter gasvormig en onzichtbaar.

## Soorten stoom
Er zijn drie soorten stoom: natte, verzadigde en oververhitte stoom.

### Natte stoom
Natte stoom is stoom waarin kleine waterdeeltjes (condens) zweven. Door deze waterdeeltjes is de soortelijke massa gestegen. Wanneer natte stoom verhit wordt, zullen allereerst deze waterdeeltjes verdampen. Bij voldoende verwarming wordt de stoom dan droog verzadigd.

### Verzadigde stoom
Verzadigde stoom is stoom die condenseert zodra de temperatuur daalt (zie Dauwpunt). De ruimte waarin deze verzadigde stoom zich bevindt, bevat uitsluitend stoom en geen andere gassen of dampen. Deze stoom is ongeschikt voor het aandrijven van een stoomturbine, maar voldoet prima voor het aandrijven van een stoommachine of voor de overdracht van warmte. Er wordt dan gebruikgemaakt van verzadigde stoom die bij hogere druk is gegenereerd.

### Oververhitte stoom
Om oververhitte stoom te maken, moet er extra warmte aan de stoom worden toegevoegd. In een fluitketel kan dat niet, omdat daar alleen het water wordt verwarmd. De ontsnappende stoom blijft op het dauwpunt. In een stoomketel gebeurt hetzelfde, maar de geproduceerde stoom kan vervolgens door een oververhitter worden geleid. De verzadigde stoom stijgt in temperatuur en wordt dan oververhitte stoom genoemd. Bij verlies van warmte zal deze stoom afkoelen zonder dat er minuscule waterdruppeltjes ontstaan, die de rotors zouden kunnen beschadigen.

## Toepassingen

### Productie
Stoom kan op verschillende manieren geproduceerd worden. De bekendste vorm is het verwarmen van water met behulp van kolen of gas. Kleine installaties worden vaak met aardgas gestookt, zeer grote installaties kunnen kolengestookt zijn. Soms zijn er afvalgassen die gebruikt kunnen worden: de centrales van Vattenfall (Nuon) in IJmuiden stoken bijvoorbeeld de restgassen van Tata Steel die vrijkomen tijdens de productie van cokes en ruwijzer en het raffineren van ruwijzer tot staal.
Het verbranden van huisvuil wordt een milieuvriendelijke manier genoemd om stoom te produceren. Stoom wordt voor de productie van elektriciteit door een stoomturbine geleid, de restwarmte kan worden gebruikt voor stadsverwarming.

### Aandrijving
Stoom wordt voor vele doeleinden gebruikt. In stoom-zuigermachines en in stoomturbines wordt stoom gebruikt om druk en warmte in mechanische energie om te zetten. Bij de allereerste stoom-zuigermachines werd de zuiger in beweging gebracht door stoom in de cilinder te laten condenseren, waardoor onderdruk ontstond. Latere zuigermachines werkten op stoom met overdruk. Bij stoomturbines wordt oververhitte stoom langs turbineschoepen geblazen.

### Verwarming
Stoom wordt ook voor verwarming gebruikt. Hiervoor wordt een lucht-stoommengsel met 100% relatieve vochtigheid gebruikt, omdat deze in vergelijking met oververhitte stoom een veel hogere warmteoverdrachtscoëfficiënt heeft en bovendien de condensatiewarmte veel hoger is dan de soortelijke warmte van stoom. Deze wijze van warmtetransport wordt bijvoorbeeld benut bij het koken van groente, indien de groente slechts met weinig water op het vuur wordt gezet: stoom condenseert op het zich boven de vloeistof bevindende product, waardoor efficiënt warmte wordt overgedragen.
Een methode van warmte uitwisselen is tracing of door middel van een warmtewisselaar.
Als een liter water tot stoom wordt verwarmd wordt het volume ongeveer 1600 keer zo groot. Dus als 1600 liter stoom condenseert naar water vindt er een volumeverkleining van 1600 keer plaats. Met deze methode wordt in de procesindustrie vaak een vacuüm gemaakt. Door stoom door een ejecteur te laten stromen kan een vloeistof opgezogen worden door het grote drukverschil.

### Stoomgenerator
Een stoomgenerator is een apparaat dat tot doel heeft stoom op te wekken.

## Gevaren
Stoom is onder normale atmosferische omstandigheden heet. Bij aanraking loopt het menselijk lichaam, of bijna elk ander levend organisme, kans om blijvend letsel op te lopen of zelfs te overlijden. Bij inademing worden de longblaasjes verschroeid, waardoor de longfunctie ernstig belemmerd wordt.

### Stoomexplosie
Wanneer water met een heet voorwerp in contact komt, kan een stoomexplosie plaatsvinden. Door de zeer snelle omzetting van water in stoom neemt het volume daarbij vele malen toe. Zo ontstaan stoomexplosies als water in aanraking komt met lava of in ijzergieterijen en andere locaties waar met hoge temperaturen gewerkt wordt.
Het omgekeerde kan ook gebeuren: wanneer hete stoom in aanraking komt met koud water treedt er een implosie van de stoom op, wat stoomslagen veroorzaakt en enorme schade kan aanrichten.

### Overdruk-explosie
Een stoomketel onder hoge druk bevat een niet te veronachtzamen hoeveelheid energie. In Rotterdam ontplofte in 1911 een stoomsleepboot midden op de Maas; op beide oevers werd daardoor schade aangericht. Stoomketels moeten periodiek gekeurd worden om dit soort incidenten te voorkomen.
Om overdruk te voorkomen, worden in de industrie breekplaten en veiligheidsventielen gebruikt. Zodra de druk boven de ontwerpdruk stijgt, zal er stoom afgevoerd worden.